# Ainaro (tỉnh)
Ainaro là một trong 13 quận tại Đông Timor, nằm ở phía tây nam của đất nước. Quận có dân số là 53.629 (thống kê 2004) và diện tích là 797 km². Thủ phủ là Ainaro, một thị trấn miền núi.
Quận có ranh giới với Aileu ở phía bắc, Manufahi ở phía nam, Cova-Lima ở phái tây nam, Bobonaro ở phái tây, và Ermera ở phái tây bắc. Các xã của Ainaro hiện nay là Ainaro, Hatu Udo, Hatu Builico và Maubisse.
Ainaro có đất đai phì nhiêu cùng nhiều sông suối tạo thuận lợi cho nông nghiệp. Quận có một khu vực giáp biển Timor, những cũng có một khu vực vùng núi, gồm đỉnh cao nhất tại Đông Timor, Núi Ramelau (2.960 m), cũng được gọi là Tatamailau, núi nằm gần ranh giới với Ermera. Về mặt lịch sử, Ainaro đóng vai trò quan trọng trong thời kỳ Indonesia xâm lược Đông Timor, là nơi ẩn náu cho quân du kích địa phương. Nguyên lãnh đạo lực lượng du kích và tổng thống Xanana Gusmão đã có nhiều năm sinh sống tại Ainaro. Bên cạnh hai ngôn ngữ chính thức là tiếng Tetum và tiếng Bồ Đào Nha, một phần lớn cư dân Ainaro nói tiếng Mambai.

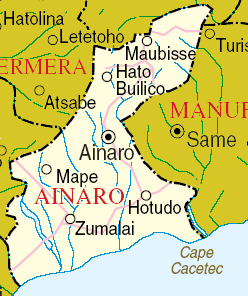
Ranh giới Ainaro trước 2003
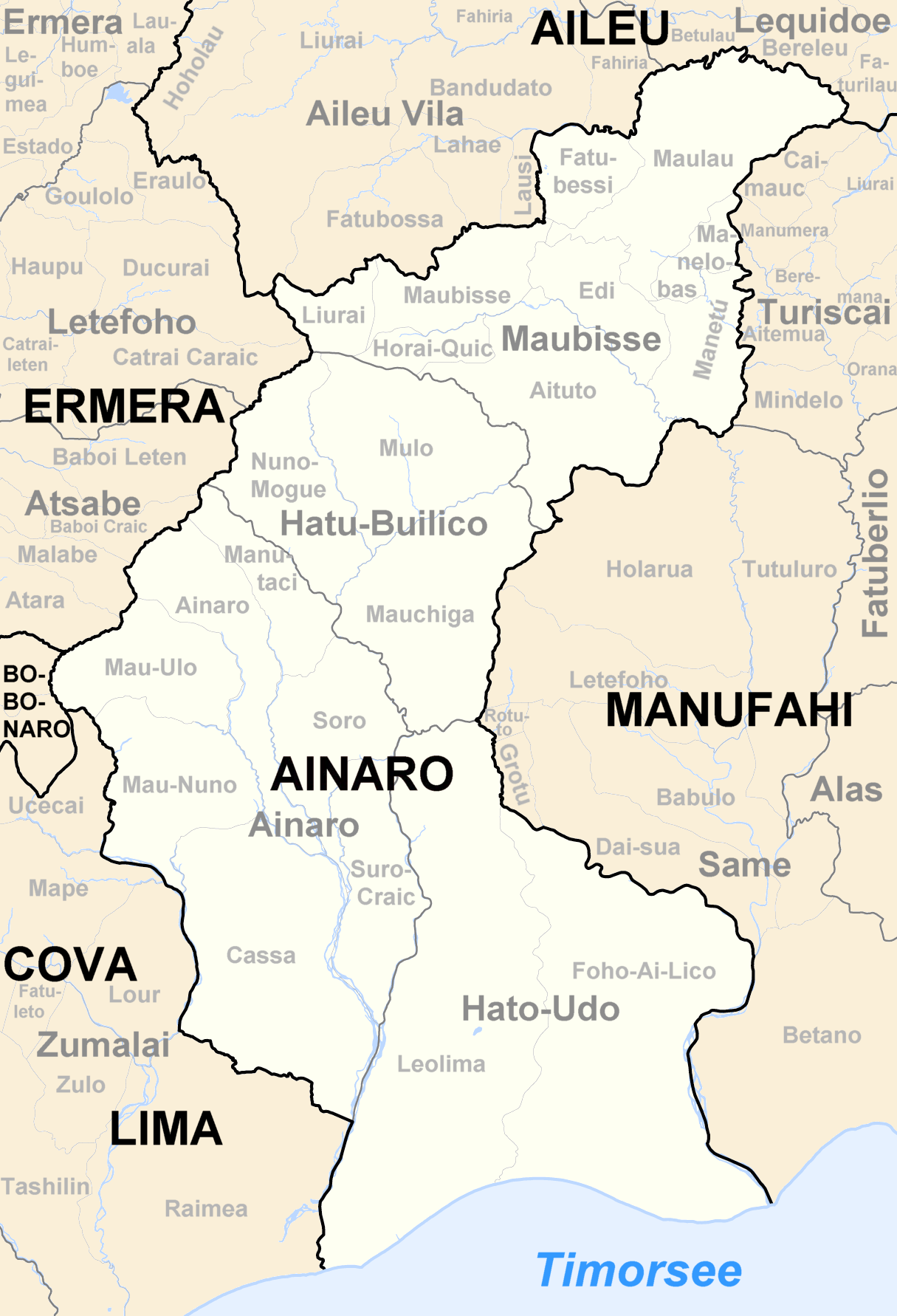
Ranh giới Ainaro sau 2003
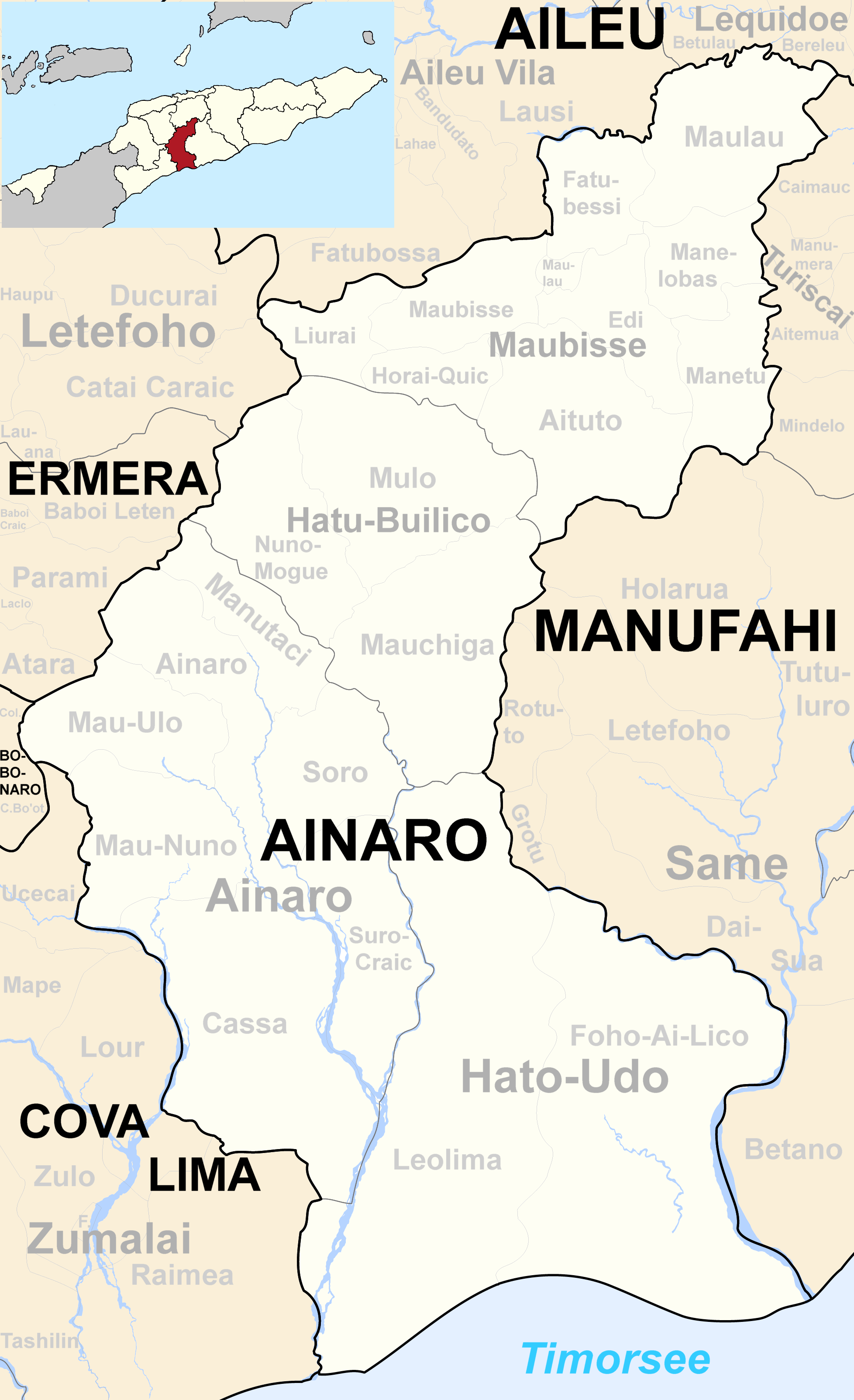
Ranh giới Ainaro sau 2015
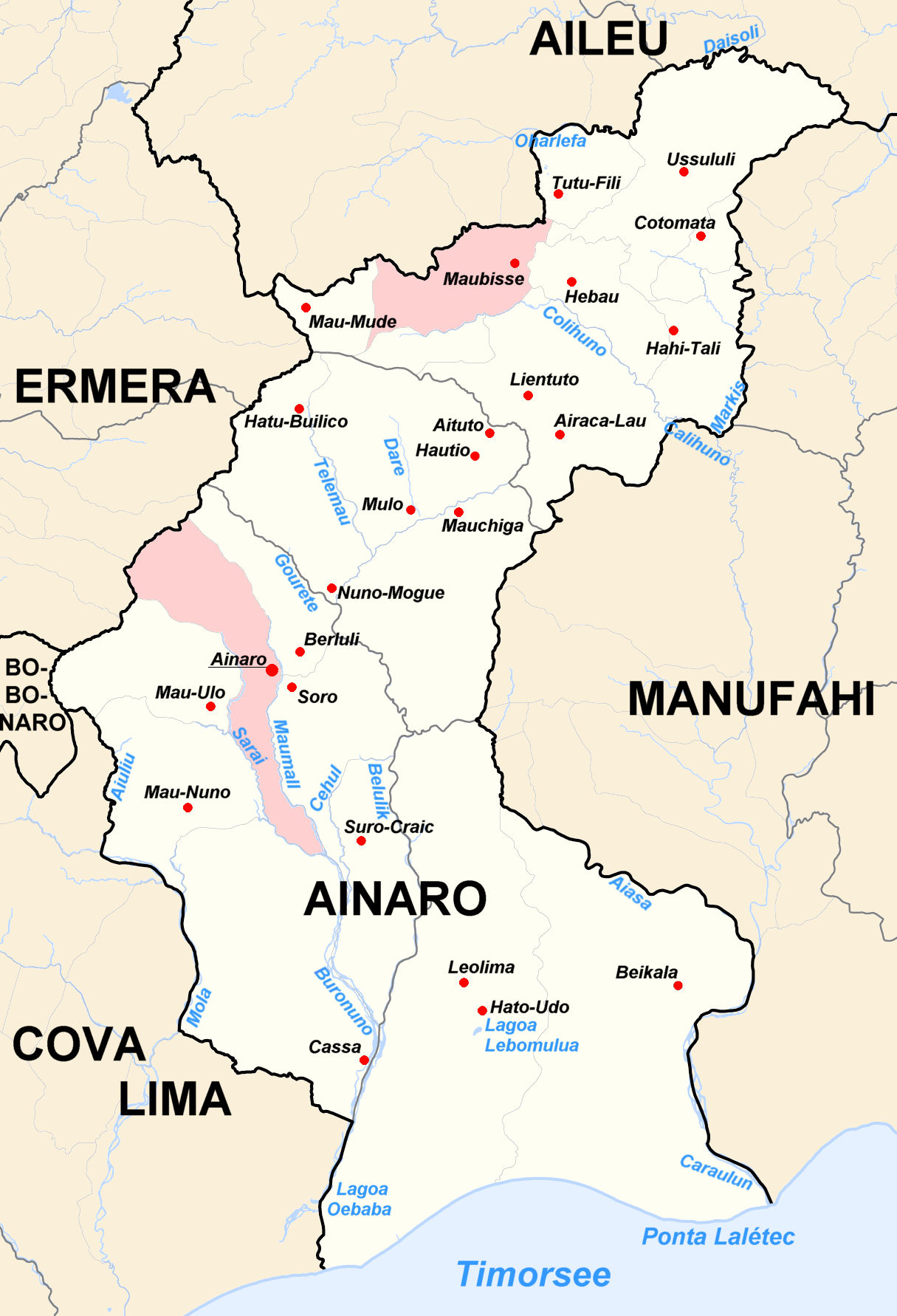
Các đô thị và sông suối tại Ainaro